# پلاک وسایل نقلیه استان کرمان
کدهای استان کرمان ۴۵، ۶۵ و ۷۵ می‌باشد، در خودروهای عمومی، تاکسی‌ها و خودروهای دولتی حرف پلاک همیشه یکسان است. اما در خودروهای شخصی این حرف (ب) بستگی به شهری دارد که پلاک خودرو در آن ثبت شده‌است.
پلاک ۴۵ ی سرشماره 19 که درحال واگذاری

## ۴۵
۴۵ کد شهرستان کرمان و همه حروف مربوط به این شهرستان است.
| ۴۵ | ۳۴۵ ۱۲ |

## ۶۵
| ۶۵ | ۳۴۵ ۱۲ |

| شهر      | حرف |
| -------- | --- |
| رفسنجان  | ب   |
| بم       | ج   |
| سیرجان   | د   |
| بافت     | س   |
| جیرفت    | ص   |
| زرند     | ط   |
| کهنوج    | ق   |
| شهربابک  | ل   |
| بردسیر   | م   |
| منوجان   | ن   |
| عنبرآباد | و   |
| راور     | ه   |